# Acronis True Image
Acronis True Image es un programa de creación de imágenes de disco, producido por Acronis. True Image puede crear una imagen de disco mientras se está ejecutando Microsoft Windows o Linux, o fuera de línea por arranque de CD / DVD, unidades Flash USB, PXE, u otros medios de inicio. Como solución de imágenes de disco, True Image puede restaurar la imagen capturada previamente en otro disco, efectivamente replicar la estructura y el contenido al nuevo disco, también permite cambiar el tamaño de la partición si el nuevo disco es de distinta capacidad.

## Sistemas de ficheros soportados
Sistemas de archivo soportados por el software:
- NTFS
- FAT16
- FAT32
- Ext2
- Ext3
- ReiserFS
- Reiser4
- Linux Swap

Además de los sistemas de archivos con soporte oficial, Acronis True Image también permite guardar y restaurar sectores "en bruto" en cualquier otro sistema de archivos. Este modo raw permite soportar un sistema de archivos que está corrupto o de un tipo no soportado oficialmente, mediante la captura completa de todos sus sectores. Este método da como resultado un archivo de imagen de mayor tamaño, y no es capaz de comprimir, alterar el tamaño, ni restaurar archivos selectivamente cuando se trabaja en este modo.